# 枕動脈腦膜支
枕动脉脑膜支是枕动脉的分支之一。其流向随颈内静脉上升，最终经颈静脉孔和髁突管进入颅骨。枕動脈腦膜支主要负责后颅窝的硬脑膜的血液供应。